# Carex graminifolia
Carex graminifolia är en halvgräsart som beskrevs av Henri Chermezon. Carex graminifolia ingår i släktet starrar, och familjen halvgräs.
Artens utbredningsområde är Madagaskar. Inga underarter finns listade i Catalogue of Life.